# Уильямс, Мэйси
Ма́ргарет Конста́нс «Мэ́йси» Уи́льямс (также Ме́йзи; англ. Margaret Constance «Maisie» Williams, род. 15 апреля 1997, Бристоль, Англия, Великобритания) — британская актриса, наиболее известна по роли Арьи Старк в телесериале «Игра престолов», за которую она получила две номинации на премию «Эмми» и семь номинаций на Премию Гильдии киноактёров США.

## Биография
Маргарет Констанция «Мэйси» Уильямс родилась 15 апреля 1997 года в Бристоле, Англия. Младшая из четырёх детей Хилари Уильямс (ныне — Фрэнсис), бывшей администратора университета. Детство Мэйси провела в Сомерсете, училась в начальной школе Клаттон, затем окончила школу Нортон Хилл.
Своё сценическое прозвище «Мэйси» (Maisie) позаимствовала из популярной серии комиксов «The Perishers».
В 2011 году получила известность благодаря своей дебютной роли Арьи Старк в телесериале «Игра престолов».
В 2015 году приняла участие в съёмках 9 сезона телесериала «Доктор Кто», а также снялась в клипе на песню «Oceans» музыкального дуэта Seafret.
Является не только актрисой, но и танцовщицей. Изучала в Bath Dance College балет, коммерческий и технический джаз, пение. Занимается также прыжками на батуте, уличным фристайлом и гимнастикой.

## Фильмография
| Год       |     | Русское название             | Оригинальное название       | Роль                   |
| --------- | --- | ---------------------------- | --------------------------- | ---------------------- |
| 2011—2019 | с   | Игра престолов               | Game of Thrones             | Арья Старк             |
| 2012      | кор | Скальпер олимпийских билетов | The Olympic Ticket Scalper  | девочка                |
| 2012      | с   | Тайна Крикли-холла           | The Secret of Crickley Hall | Лорен                  |
| 2013      | кор | На крыше                     | Up on the Roof              | Триш                   |
| 2013      | ф   | Тепловой удар                | Heatstroke                  | Джози                  |
| 2014      | ф   | Золото                       | Gold                        | Эбби                   |
| 2014      | мс  | Робоцып                      | Robot Chicken               | Диди Пиклс             |
| 2014      | ф   | Падение                      | The Falling                 | Лидия                  |
| 2015      | тф  | Кибер-террор                 | Cyberbully                  | Кейси Якобс            |
| 2015      | с   | Доктор Кто                   | Doctor Who                  | Ашильда/Я              |
| 2016      | ф   | Книга любви                  | The Book of Love            | Милли                  |
| 2017      | ф   | iБой                         | iBoy                        | Люси                   |
| 2017      | ф   | Красавица для чудовища       | Mary Shelley                | Изабель Бакстер        |
| 2018      | мф  | Дикие предки                 | Early Man                   | Гуна                   |
| 2018      | кор |                              | Stealing Silver             | Leonie                 |
| 2018      | кор | Врановые                     | Corvidae                    | Джей                   |
| 2018      | ф   | 30 безумных желаний          | Departures (Then Came You)  | Скай                   |
| 2020      | ф   | Новые мутанты                | The New Mutants             | Рейн Синклер / Волчица |
| 2020      | ф   | Не входи                     | The Owners                  | Мэри / Джейн Хаггинс   |
| 2020      | с   | Успеть за две недели         | Two Weeks to Live           | Ким Ноакс              |
| 2022      | с   | Пистол                       | Pistol                      | Памела Рук             |
| 2024      | с   | Новый взгляд                 | The New Look                | Катрин Диор            |
| ТВА       | ф   | Грешница против святых       | Sinner V. Saints            | Джойс МакКинни         |

## Награды и номинации
| Награда                                  | Год  | Категория                                                         | Работа         | Результат |
| ---------------------------------------- | ---- | ----------------------------------------------------------------- | -------------- | --------- |
| Премия Гильдии киноактёров США           | 2012 | Лучший актёрский состав в драматическом сериале                   | Игра престолов | Номинация |
| Премия Гильдии киноактёров США           | 2014 | Лучший актёрский состав в драматическом сериале                   | Игра престолов | Номинация |
| Премия Гильдии киноактёров США           | 2015 | Лучший актёрский состав в драматическом сериале                   | Игра престолов | Номинация |
| Премия Гильдии киноактёров США           | 2016 | Лучший актёрский состав в драматическом сериале                   | Игра престолов | Номинация |
| Премия Гильдии киноактёров США           | 2017 | Лучший актёрский состав в драматическом сериале                   | Игра престолов | Номинация |
| Премия Гильдии киноактёров США           | 2018 | Лучший актёрский состав в драматическом сериале                   | Игра престолов | Номинация |
| Премия Гильдии киноактёров США           | 2020 | Лучший актёрский состав в драматическом сериале                   | Игра престолов | Номинация |
| Эмми                                     | 2016 | Лучшая женская роль второго плана в драматическом сериале         | Игра престолов | Номинация |
| Эмми                                     | 2019 | Лучшая женская роль второго плана в драматическом сериале         | Игра престолов | Номинация |
| Сатурн                                   | 2015 | Лучшее исполнение роли молодым актёром или актрисой в телесериале | Игра престолов | Победа    |
| Сатурн                                   | 2016 | Лучшее исполнение роли молодым актёров или актрисой в телесериале | Игра престолов | Номинация |
| Сатурн                                   | 2019 | Лучшее исполнение роли молодым актёром или актрисой в телесериале | Игра престолов | Победа    |
| MTV Movie Awards                         | 2018 | Лучший актёр или актриса на ТВ                                    | Игра престолов | Номинация |
| MTV Movie Awards                         | 2019 | Лучший герой                                                      | Игра престолов | Номинация |
| MTV Movie Awards                         | 2019 | Лучший бой (Арья Старк против Белых Ходоков)                      | Игра престолов | Номинация |
| People’s Choice Awards                   | 2019 | Выбор ТВ звезды                                                   | Игра престолов | Номинация |
| People’s Choice Awards                   | 2019 | Выбор ТВ драматической актрисы                                    | Игра престолов | Номинация |
| Молодой актёр                            | 2013 | Лучшая молодая актриса в сериале (комедия или драм)               | Игра престолов | Номинация |
| Scream Awards                            | 2011 | Лучший актёрский состав                                           | Игра престолов | Номинация |
| Empire Award                             | 2015 | Премия героя                                                      | Игра престолов | Победа    |
| Премия Берлинского кинофестиваля         | 2015 | Восходящая звезда                                                 | Н/д            | Победа    |
| Evening Standard British Film Awards     | 2020 | Почётная награда                                                  | Игра престолов | Победа    |
| EWwy Awards                              | 2014 | Лучшая актриса второго плана в драматическом сериале              | Игра престолов | Победа    |
| EWwy Awards                              | 2015 | Лучшая актриса второго плана в драматическом сериале              | Игра престолов | Номинация |
| Evening Standard Brotish Film Awards     | 2016 | Самый перспективный новичок                                       | Падение        | Победа    |
| Gold Derby TV Awards                     | 2012 | Прорыв года — новичок                                             | Игра престолов | Номинация |
| Gold Derby TV Awards                     | 2018 | Лучший актёрский состав                                           | Игра престолов | Номинация |
| Gold Derby TV Awards                     | 2019 | Лучшая драматическая актриса                                      | Игра престолов | Победа    |
| IGN Summer Movie Awards                  | 2019 | Приз зрительских симпатий                                         | Игра престолов | Победа    |
| IGN Summer Movie Awards                  | 2019 | Лучший телевизионный ансамбль                                     | Игра престолов | Номинация |
| Ассоциация Лондонских кинокритиков       | 2016 | Лучшая молодая актриса                                            | Падение        | Победа    |
| Ассоциация телевизионных онлайн критиков | 2014 | Лучшая драматическая актриса сериала                              | Игра престолов | Номинация |
| Ассоциация телевизионных онлайн критиков | 2016 | Лучшая драматическая актриса сериала                              | Игра престолов | Номинация |
| Ассоциация телевизионных онлайн критиков | 2019 | Лучшая драматическая актриса сериала                              | Игра престолов | Номинация |
| SFX Awards                               | 2012 | Лучшая актриса                                                    | Игра престолов | Номинация |
| SFX Awards                               | 2015 | Лучшая актриса                                                    | Игра престолов | Номинация |
| Portal Award                             | 2011 | Лучший молодой актёр                                              | Игра престолов | Номинация |
| Portal Award                             | 2012 | Лучший молодой актёр                                              | Игра престолов | Победа    |
| Portal Award                             | 2012 | Лучшая актриса второго плана                                      | Игра престолов | Победа    |
| Shorty Award                             | 2016 | Любимая актриса                                                   | Нд             | Номинация |
| BBC Radio 1 Teen Award                   | 2013 | Лучшая британская актриса                                         | Нд             | Победа    |